# Kvaløya (Tromsø)
La isla Kvaløya (también conocida localmente como Sállir) es una isla en el municipio noruego de Tromsø. Tiene una superficie de 737 km², por lo que es la quinta isla más grande de la Noruega continental. Está conectada a Tromsøya, en el este, por el puente Sandnessund; a Ringvassøya, en el norte, por el túnel submarino de Kvalsund; y a Sommarøy, en el oeste, por el puente Sommarøy. Sommarøy, en la costa suroeste, es un área de recreación popular entre los grandes paisajes costeros.

## Geografía
Kvaløya es una isla montañosa, con al menos diez montañas que superan los 700 m, y tres alcanzan una elevación de más de 1000 m, de las cuales la mayor es la Store Blåmann ("Gran hombre azul" con 1044 m, se puede subir sin material de escalada, y su última parte es empinada). También hay varios pequeños fiordos, que casi dividen la isla en dos o tres partes. Rystraumen es una corriente de marea en el fiordo Kvaløya que la divide del continente. Cerca de esta corriente, en Kvaløya, esta Straumhella (a 30 kilómetros / 19 millas de la ciudad), un área de recreación popular con buenas posibilidades de pesca. Ryøya es una isla en medio de Rystraumen, con una pequeña población de pastoreo en un bosque de pinos.

## Demografía
Aproximadamente 11.300 personas viven en Kvaløya (2008), la mayoría de ellas en el lado oriental en Kvaløysletta (que constituye un área suburbana de la ciudad de Tromsø) cerca del puente Sandnessund.

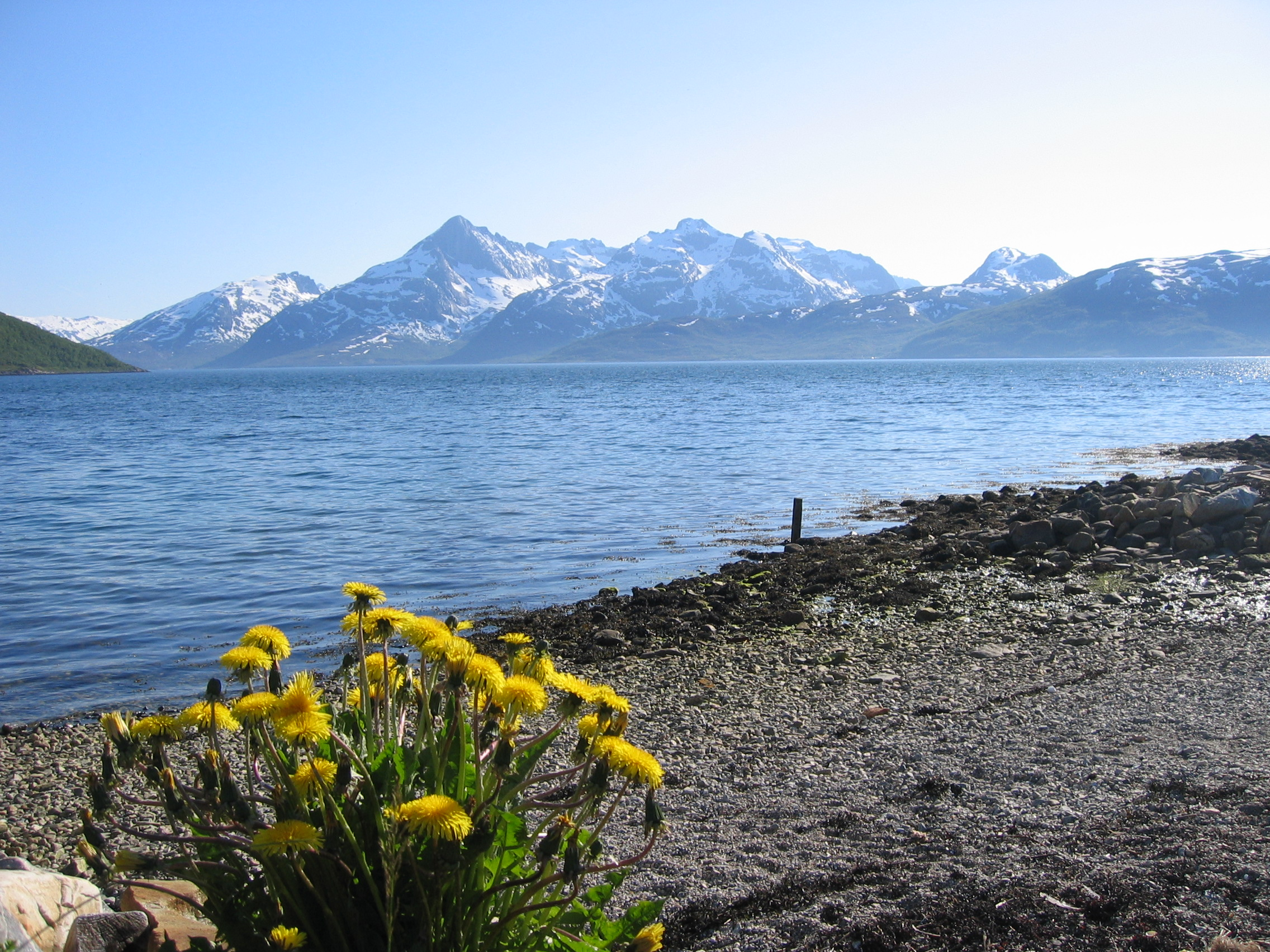
Las montañas de Kvaløya vistas desde Skulsfjord

Panorama Middagstinden, 2011